# کریمورن، ویکتوریا
کریمورن (به انگلیسی: Cremorne) یک منطقهٔ مسکونی در استرالیا است که در شهر یارا واقع شده‌است.